# Фридрих VI (маркграф Баден-Дурлаха)
Фридрих VI Баден-Дурлахский (нем. Friedrich VI. von Baden-Durlach; 16 ноября 1617, Карлсбург, Дурлах — 10 января 1677, Карлсбург, Дурлах) — маркграф Баден-Дурлаха с 1659 года, имперский фельдмаршал.

## Биография
Представитель династии Церингенов. Родился 16 ноября 1617 года в семье Фридриха V (1594—1659), маркграфа Баден-Дурлахского (1622—1659), от первого брака с Барбарой Вюртембергской (1593—1627).
Фридрих начал военную службу на стороне герцога Бернхарда Саксен-Веймарского и участвовал в Тридцатилетней войне в Германии. В 1639 году перешел на службу к Фридриху VI Гессенскому и участвовал в ряде боёв с императорской армией Фердинанда III, в частности, под Мерзенбургом в 1641 году. После окончания Тридцатилетней войны уехал в Швецию, где в 1642 году в Стокгольме женился на Кристине Магдалене Виттельсбах, сестре будущего короля Швеции Карла X Густава.
Состоял на шведской службе, с 1655 года — генерал-майор кавалерии, с 1656 года — генерал-лейтенант кавалерии. Участвовал во Второй Северной войне (1655—1660), где отличился в сражениях при Варке и под Варшавой в 1656 году.
В сентябре 1659 года после смерти своего отца Фридриха V Фридрих VI унаследовал титул маркграфа Баден-Дурлахского.
После смерти своего шурина и короля Швеции Карла X Густава Фридрих Баден-Дурлахский вернулся в Германию и поступил на службу у императору Священной Римской империи Леопольду Габсбургу. Во главе имперских войск участвовал в боях с турками-османами в Венгрии. В 1670-х годах участвовал в войне с Францией из-за Голландии.
С 1 августа 1672 (1674?) — рейхсгенерал-фельдмаршал.
В 1676 году он начал осаду Филипсбурга. После падения города 17 сентября этого же года, Фридрих присоединил его к Баден-Дурлаху.
Умер в дурлахском замке Карлсбург и похоронен в замковой церкви в Пфорцхайме.

## Брак и дети
В браке с Кристиной Магдаленой Пфальц-Цвайбрюкен-Клебургской (1616—1662) у Фридриха было восемь детей:
- Фридрих Казимир (1643—1644)
- Кристина (1645—1705)

1-й муж: 1665 Альбрехт II (1620—1667), маркграф Бранденбург-Ансбаха
2-й муж: 1681 Фридрих I (1646—1691), герцог Саксен-Гота-Альтенбургский
- Элеонора Екатерина (1646)
- Фридрих VII (1647—1709), маркграф Баден-Дурлаха, женат на Августе Марии Гольштейн-Готторпской
- Карл Густав (1648—1703)
- Екатерина Барбара (1650—1733)
- Иоганна Елизавета (1651—1680)

муж: 1673 Иоганн Фридрих (1654—1686), маркграф Бранденбург-Ансбаха
- Фридерика Элеонора (1658)